# Bostońska Orkiestra Symfoniczna

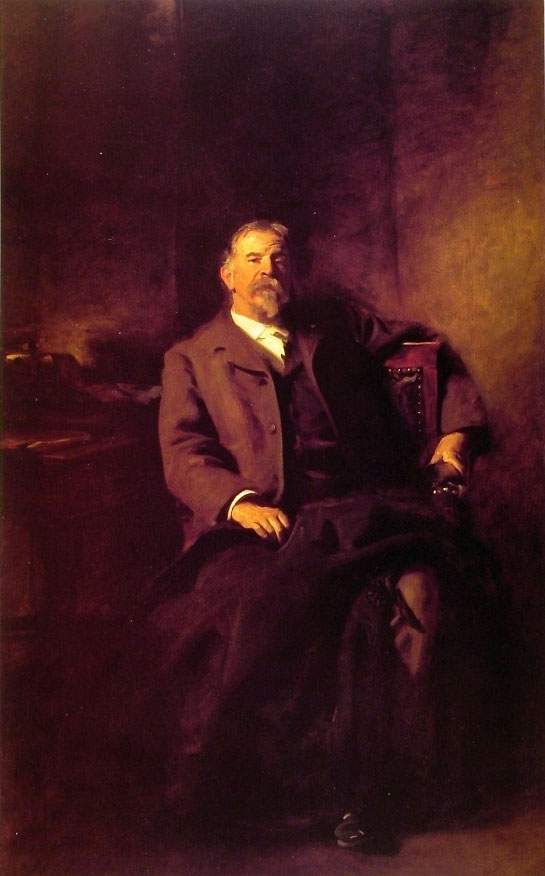
Henry Lee Higginson, założyciel BSO

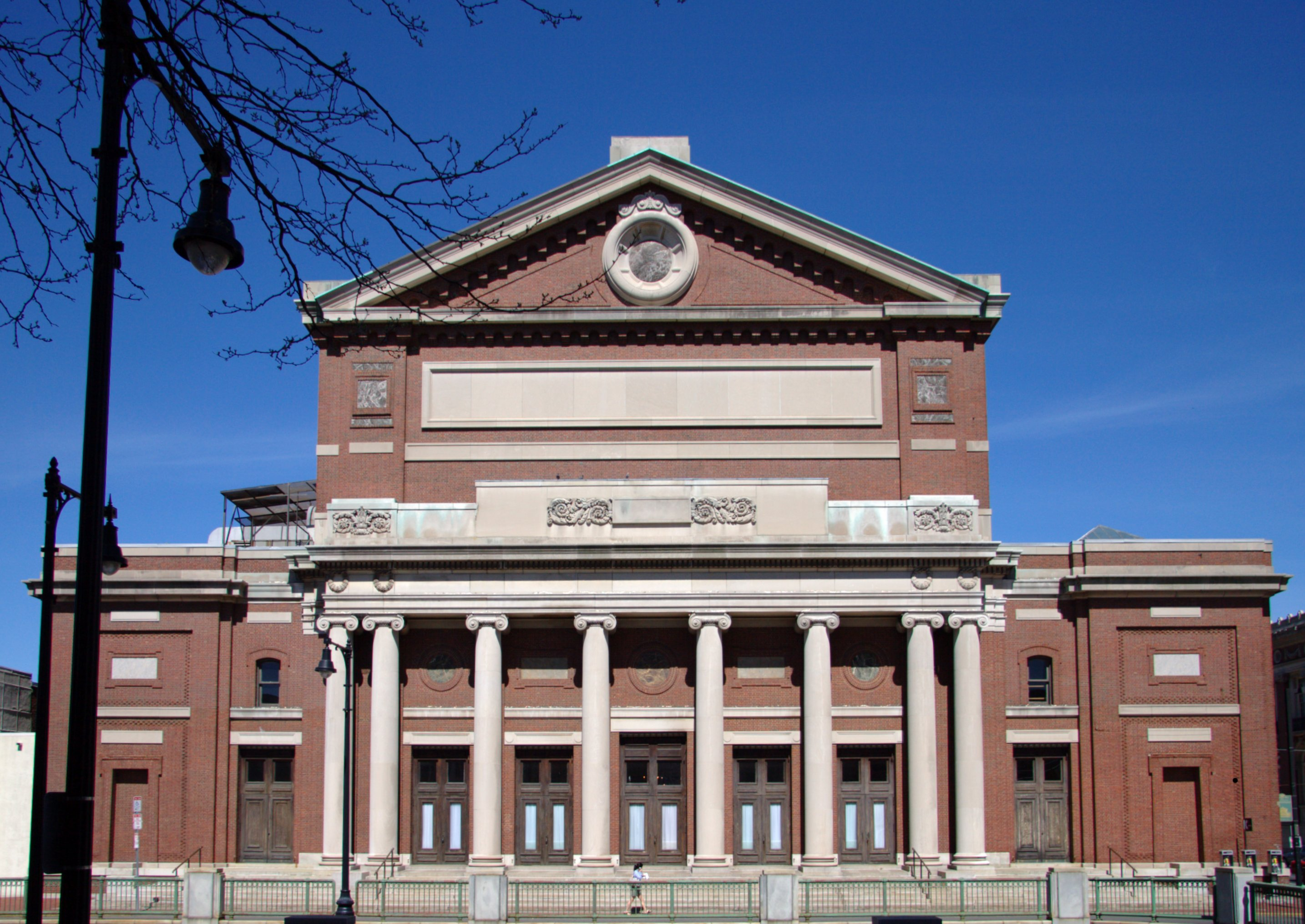
Siedziba BSO

Bostońska Orkiestra Symfoniczna (ang. Boston Symphony Orchestra, Boston Symphony, BSO) – orkiestra symfoniczna z siedzibą w Bostonie, Massachusetts, USA. Zaliczana do Wielkiej Piątki orkiestr USA.

## Historia
Została założona w roku 1881 z inicjatywy zamożnego filantropa Henry’ego Lee Higginsona.
W zamierzeniach fundatora miała udostępniać mieszkańcom Bostonu dobrą muzykę wykonaną na wysokim poziomie. Z czasem stała się jedną z najwybitniejszych orkiestr świata.
Repertuar BSO obejmuje okres od początków klasycyzmu aż do współczesności. Pod dyrekcją Seijiego Ozawy, który kierował orkiestrą przez 27 lat, dokonano ponad 140 nagrań 55 kompozytorów dla 10 wytwórni fonograficznych. W tym czasie orkiestra występowała również poza swoją siedzibą na trasach koncertowych w Europie, Chinach, Japonii, Ameryce Południowej, a także w wielu stanach USA.
Orkiestra współpracowała z wieloma kompozytorami i dokonywała prawykonań zamówionych utworów. Béla Bartók skomponował w roku 1943 swój Koncert na orkiestrę na zamówienie BSO.
W roku 1988 z okazji siedemdziesiątych urodzin Leonarda Bernsteina odbył się w letniej siedzibie orkiestry w Tanglewood uroczysty koncert, którego nagranie zostało odznaczone Nagrodą Emmy „for Outstanding Classical Program in the Performing Arts”.
W oparciu o zespół BSO powstała w roku 1885 Boston Pops Orchestra o repertuarze popularnym oraz w roku 1924 zespół kameralny Boston Symphony Chamber Players.
Siedziba BSO znajduje się przy 301, Massachusetts Avenue.

## Dyrektorzy muzyczni/ dyrygenci
1. George Henschel (1881–1884)
2. Wilhelm Gericke (1884–1889)
3. Arthur Nikisch (1889–1893)
4. Emil Paur (1893–1898)
5. Wilhelm Gericke (1898–1906)
6. Karl Muck (1906–1908)
7. Max Fiedler (1908–1912)
8. Karl Muck (1912–1918)
9. Henri Rabaud (1918–1919)
10. Pierre Monteux (1919–1924)
11. Siergiej Kusewicki (1924–1949)
12. Charles Münch (1949–1962)
13. Erich Leinsdorf (1962–1969)
14. William Steinberg (1969–1972)
15. Seiji Ozawa (1973–2002)
16. James Levine (2004–2011)
17. Andris Nelsons (od 2013)